# Rorichum

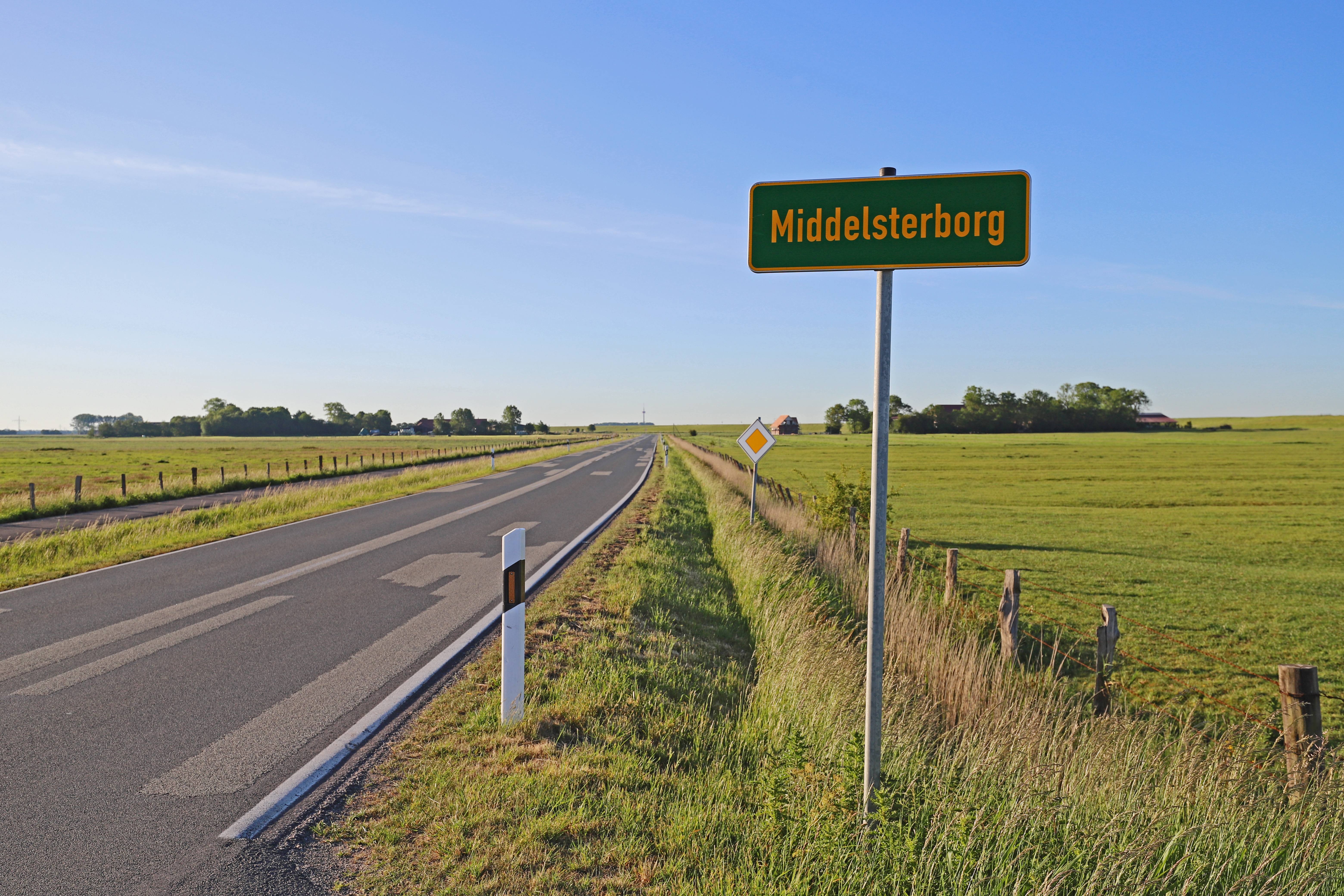
Ortshinweistafel von Middelsterborg

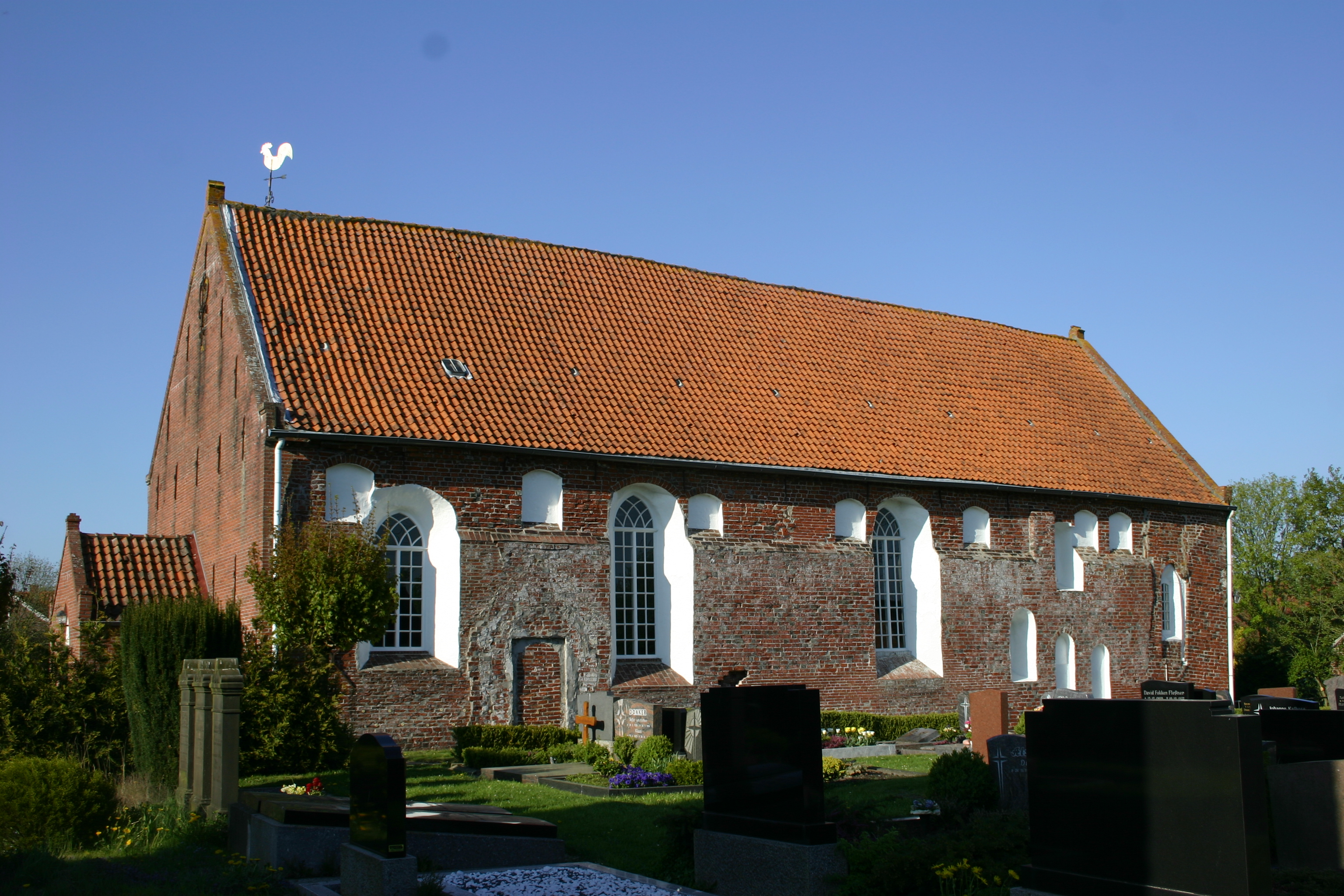
Kirche aus dem 14. Jahrhundert

Das Dorf Rorichum gehört zu den alten Warftsiedlungen am rechten Ufer der Ems. Es gehört zur Gemeinde Moormerland und liegt etwa 10 km östlich des Seehafens der Stadt Emden in Ostfriesland, nahe Oldersum. Am Ende des Jahres 2016 hatte Rorichum 444 Einwohner, die auf einer Fläche von 8,72 km² lebten.

## Herkunft und Bedeutung des Ortsnamens
In alten Urkunden wird der Ort auch Rorechum, Rorichsheem, Rarichum und Rarchum genannt. Vermutlich ist der Ortsname von dem Personennamen Roderich abgeleitet und bedeutet so viel wie „Roderiks Heem“, also „Roderichs Haus“ oder „Heim des Roderik“. Der Ortsname taucht in der Form Rarughem bereits im Güter- und Heberegister des Klosters Werden um das Jahr 1000 auf. Der bedeutendste Missionar in Friesland, Liudger, übertrug viele Ländereien an das von ihm gegründete Kloster.

## Geschichte
Neben dem Warftdorf gibt es fünf weitere „alte“ Wohnplätze: die Höfe Tammegast und Venneplatz, die bäuerlichen Siedlungen Woltersterborg und Middelsterborg sowie den Buschplatz, ein ehemaliges Vorwerk des Klosters Langen. Seit der Gebietsreform, die am 1. Januar 1973 in Kraft trat, gehört Rorichum zur Gemeinde Moormerland im Landkreis Leer, Niedersachsen. Bei der Eingemeindung brachte Rorichum 351 Einwohner mit in die neue Gemeinde. Der bäuerlich-dörfliche Charakter von Rorichum blieb auch während des Strukturwandels nach dem Zweiten Weltkrieg weitgehend erhalten. Seit einigen Jahren ist Rorichum mit der Einrichtung einer „Paddel- und Pedalstation“ Ausgangspunkt von Boots- und Fahrradausflügen.

## Religionen
Die Backsteinkirche mit dem freistehenden Glockenturm, das ehemalige Pfarrhaus und das ehemalige Schulgebäude bilden ein wertvolles bauliches Ensemble auf dem höchsten Punkt der Warft. Die Kirche in Rorichum ist eine rechteckige Einraumkirche ohne Apsis. Sie stammt vom Anfang des 14. Jahrhunderts. Der freistehende Glockenturm ist bereits Jahrzehnte vor der Kirche gebaut worden. Die Apsis ersetzte in der Kirche von Rorichum der Raum hinter der Orgelempore, in dem drei Grabplatten aus dem 17. und 18. Jahrhundert aufbewahrt werden. Die Gemeinde wechselte kurz nach dem Oldersumer Religionsgespräch im Jahre 1526 vom katholischen zum reformierten Glauben. Seit 1920 hat Rorichum keine Pastoren mehr und wird durch das Oldersumer Pfarramt betreut.

## Sohn des Ortes
- Bernardus Ancumanus (um 1590–1666), reformierter Theologe